# Scorpion Child
Scorpion Child est un groupe de hard rock psychédélique et heavy metal américain, originaire d'Austin, au Texas. Formé en 2006, le groupe compte au total deux albums studio, Scorpion Child (2013) et Acid Roulette (2016).

## Biographie
Scorpion Child est formé en 2006. Le groupe mêle rock psychédélique et krautrock avec des éléments de heavy metal et des sonorités rappelant Rainbow, Pentagram ou Lucifer's Friend.
En janvier 2013 le groupe signe chez Nuclear Blast avant d'ouvrir pour Clutch sur leur tournée américaine en mars. Ils sortent leur premier album, produit par Chris « Frenchie » Smith, fin juin 2013 alors que le groupe entame une nouvelle tournée dans le cadre du festival itinérant le Mayhem Festival. Il atteint la 26e place du Billboard Heatseekers, un classement américain qui référence les meilleures ventes de la semaine parmi les jeunes artistes. En fin d'année le groupe tourne en Europe avec Orchid et Blues Pills. En février 2014, le groupe annonce le départ du guitariste rythmique Tom Frank et du batteur Shawn Alvear. Le second est remplacé par l'ancien membre de Job for a Cowboy Jon « The Charn » Rice alors que le groupe décide de ne pas remplacer le premier. Le groupe tourne en tête d'affiche en Europe au printemps 2014 avant de revenir en juin pour se produire au Hellfest et au Graspop Metal Meeting.
En mars 2015, l'organiste AJ Vincent fait son entrée dans le groupe. En fin d'année, ils ouvrent pour Crobot en Europe. Après avoir ouvert sur la tournée européenne de Monster Magnet en mars 2016, leur second album, intitulé Acid Roulette et enregistré de nouveau avec Chris « Frenchie » Smith, sort en juin.

## Membres

### Membres actuels
- Aryn Jonathan Black – chant (depuis 2006)
- Christopher Jay Cowart – guitare (depuis 2010)
- Jon « The Charn » Rice – batterie (depuis 2014)
- Alec Caballero Padron - basse (depuis 2014)
- Aaron John « AJ » Vincent - orgue, claviers (depuis 2015)

### Anciens membres
- Shawn Alvear – batterie (?-2014)
- Tom « The Mole » Frank – guitare (?-2014)
- Erick Sanger – basse
- Dave Finner – guitare
- Jeremy Cruz – batterie
- Asa Savage – guitare
- Chris Hodge – guitare
- Shaun Avants – basse

## Discographie

### Albums studio
- 2009 - Thy Southern Sting (EP) (Autoproduction)
- 2013 - Scorpion Child (Nuclear Blast Records)
- 2016 - Acid Roulette (Nuclear Blast Records)
- 2025 - I Saw the End As It Passed Right Through Me (Noize in the Attic Records)